# 208916 Robertcaldwell
208916 Robertcaldwell è un asteroide della fascia principale. Scoperto nel 2002, presenta un'orbita caratterizzata da un semiasse maggiore pari a 2,7755512 UA e da un'eccentricità di 0,0935279, inclinata di 11,65561° rispetto all'eclittica.